# プライマル (曲)
「プライマル」は、1996年2月5日に発売されたORIGINAL LOVE通算8作目のシングル。

## 解説
「プライマル」は読売テレビ・日本テレビ系ドラマ『オンリー・ユー〜愛されて〜』主題歌として制作、自身最大のヒットを記録した。この曲は後にアルバム『Desire』にアルバム・ミックスで収録されたが、そこではテイク自体は同じながら別ミックスで、イントロにコーラスが追加された一方でストリングスやアコースティックギターなど一部楽器がカットされエコーが薄くなるなど音数が減らされている。シングル・ミックスは後に『変身』と『THE BEST SELECTIONS OF ORIGINAL LOVE』、2枚のベスト・アルバムにも収録された。
田島貴男のソロ・ユニットになってからリリースされた最初の楽曲。この曲は1995年冬のツアーで新曲として披露されていた。また、塩谷哲プロデュースのコンサートに田島がゲスト出演した時、柴田淳の要望でこの曲をデュエットした。
プロモーション・ビデオは東京の渋谷および、八丁堀・築地周辺で撮影された。
サビ直前のエレキシタールのフレーズについて、コンピレーション・アルバム『FREE SOUL EYES』収載の“Free Talk About Free Soul”にて二見裕志がラモン・ドジャー<Why Can't We Be Lovers>のイントロからの引用を指摘している。
「Your Song」はアルバム『RAINBOW RACE』からのシングル・カットで、アルバム収録曲と同内容。

## パッケージ、アートワーク
ジャケット裏面には、「プライマル」1番の英訳詞が赤いイタリック体で掲載されている。

## 収録曲
1. プライマル Primal
  - 作詞・作曲・編曲：田島貴男、STRINGS ARRANGEMENT：国吉良一
  - 読売テレビ・日本テレビ系連続ドラマ『オンリー・ユー〜愛されて〜』主題歌
2. Your Song
作詞・作曲：田島貴男、編曲：ORIGINAL LOVE
3. プライマル （オリジナル・カラオケ）

## クレジット
- Produced by Takao Tajima

## リリース日一覧
| 地域 | リリース日   | レーベル    | 規格          | カタログ番号 | 備考                                                    |
| ---- | ------------ | ----------- | ------------- | ------------ | ------------------------------------------------------- |
| 日本 | 1996年2月5日 | PONY CANYON | 8cmCDシングル | PCDA-00817   | タイトル・トラックのオリジナル・カラオケを含む3曲収録。 |

## カバー

### プライマル Primal
| アーティスト                 | 収録作品（初出のみ）  | 発売日        | 規格   | 品番       | 備考 |
| ---------------------------- | --------------------- | ------------- | ------ | ---------- | ---- |
| Patwah feat. Akiko Morishita | LOVERS COVERS J-POP 2 | 2008年7月16日 | CD     | PCCA-02713 |      |
| つるの剛士                   | つるのうた            | 2009年4月22日 | CD+DVD | PCCA-02896 |      |
| つるの剛士                   | つるのうた            | 2009年4月22日 | CD     | PCCA-2897  |      |